# Rotterdam Noord
Rotterdam – stacja kolejowa w Rotterdamie, w prowincji Holandia Południowa, w Holandii. Stacja została otwarta w 1953.